# Kołtów

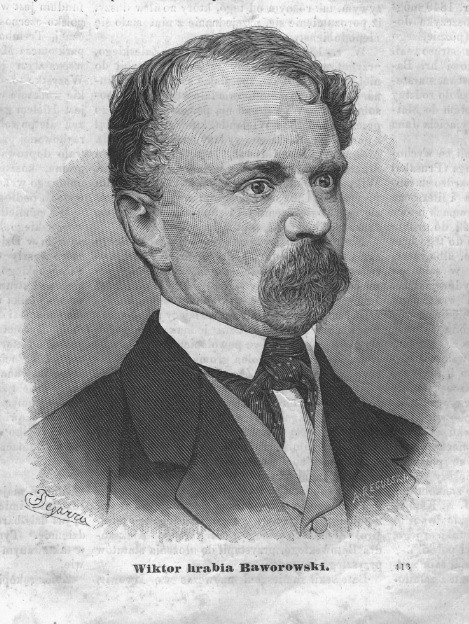
Wiktor Baworowski

Kołtów (ukr. Колтів, Kotłiw) – wieś w rejonie złoczowskim obwodu lwowskiego. Miejscowość liczy 427 mieszkańców.

## Położenie
Według Słownika geograficznego Królestwa Polskiego i innych krajów słowiańskich Kołtów to: wieś w powiecie złoczowskim, położona 16 km na północny wschód od sądu powiatowego w Złoczowie i południowy wschód od urzędu pocztowego w Sassowie.

## Historia
Wieś założona w 1477 r..
W II Rzeczypospolitej miejscowość była siedzibą gminy wiejskiej Kołtów w powiecie złoczowskim województwa tarnopolskiego. 
W czasie okupacji niemieckiej polska mieszkanka wsi Maria Żurawska ukrywała Żydów, za co w 2013 roku Instytut Jad Waszem uhonorował ją pośmiertnie tytułem Sprawiedliwej wśród Narodów Świata.
W latach 1943–1944 nacjonaliści ukraińscy z OUN-UPA zamordowali tutaj 71 Polaków, dwa z trzech napadów na wieś miały miejsce 24 grudnia 1943 r. i 24 grudnia 1944 r., czyli w Wigilię Bożego Narodzenia.

## Dwór
- Duży murowany dwór wybudowany w 1780 r. przez Macieja Starzeńskiego. Obiekt spalony pod koniec I wojny światowej[4].

## Urodzeni
- Wiktor Baworowski (1826–1894) – urodził się we wsi; polski hrabia, bibliofil, mecenas nauk, poeta i tłumacz dzieł Byrone’a i Hugo, założyciel Biblioteki Baworowskich we Lwowie[5].